# Broch (Neunkirchen-Seelscheid)
Broch ist ein Ortsteil von Oberheister in der Gemeinde Neunkirchen-Seelscheid im Rhein-Sieg-Kreis. 

## Lage
Broch liegt auf dem Seelscheid im Bergischen Land. Der ehemals eigene Ortsteil bildet heute mit Meistershofen den östlichen Dorfrand von Oberheister. 

## Geschichte
1845 gab es den Ort noch nicht. 1888 gab es in Broch 25 Bewohner in sechs Häusern.
1910 wohnten hier die Familien Witwe Johann Wilhelm Schöneshöfer, ohne Gewerb, Ackerer Johann Schwammborn und Bergmann Karl Westenhöfer.
Das Dorf gehörte bis 1969 zur Gemeinde Seelscheid.